# Doc 143
Doc 143 é um filme documentário de curta-metragem brasileiro, de 2014, dirigido pelo realizador e cineclubista santa-mariense Luiz Alberto Cassol.
A ideia da produção nasceu de um um convite realizado por  Maria Tereza Jardim Porto – a Guga, pela professorada da "Turma 143", 4º Ano do Ensino Fundamental do Colégio La Salle Dores, em Porto Alegre, turma onde também estudava a filha do cineasta Luiz Alberto Cassol. A proposta era e fazer uma atividade lúdica e ao mesmo tempo provocar um diálogo com os alunos, o que construiu o argumento para o curta-metragem “Doc 143”.
Em 2015, integrou a Seleção Oficial da 14ª Mostra de Cinema Infantil de Florianópolis, a ser realizada entre os dias 05 a 14 de junho.
A realização é do Colégio La Salle Dore, Accorde Filmes e Filmes de Junho Produtora.

## Sinopse
O filme contempla uma conversar com crianças da Turma 143 e mostrar a prática de construção de um documentário.  A produção reúne depoimentos de crianças de 10 anos, em média, sobre o mundo.
Uma boa indicação para o resultado final, na curta duração de 07 minutos, é a simplicidade e sua sinopse: “O que você pensa do mundo aos 10 anos de idade? Essa turma já respondeu.”

## Exibições oficiais
| Ano  | Evento                                           |  | Ref         |
| ---- | ------------------------------------------------ |  | ----------- |
| 2015 | Mostra de Cinema Infantil de Florianópolis       |  | [ 4 ]       |
| 2015 | 1ª Mostra Internacional de Cinema de São Gabriel |  | [ 6 ] [ 7 ] |